# Deeyah Khan
Deeyah Khan es una directora noruego-británica y defensora de los derechos humanos. Es la fundadora de la productora Fuuse, que se especializa en documental, plataformas de medios digitales y contenido para televisión y eventos en vivo. También es la fundadora y editora en jefe de la revista "Sister-hood ", que destaca las diversas voces de las mujeres de herencia musulmana.
En 2016, Khan se convirtió en el embajador de buena voluntad de la UNESCO para la libertad artística y la creatividad.

## Biografía

### Nacimiento y ascendencia
Deeyah nació en Oslo, Noruega, de padres musulmanes suníes. Su madre es pastún con raíces en Afganistán y su padre es punjabi de Pakistán. Ella tiene un hermano menor llamado Adil Khan, que es actor y presentador de televisión.

### Carrera temprana
A la edad de siete años, Deeyah se inició en la música por su padre. Su primera aparición pública tuvo lugar a la edad de ocho años en la televisión nacional de Noruega. Continuó apareciendo en la televisión con frecuencia y también como cantante invitada en el álbum de otra persona. Su primer álbum "I Alt Slags Lys" se lanzó cuando tenía quince años. Dos años más tarde se lanzó otro álbum. Justo después de esto, se fue al Reino Unido, donde lanzó dos sencillos y un álbum. Después de esto, se retiró de cantar y comenzó a trabajar como productora de música.

### Discografía
- 2013: Iranian Woman (álbum de compilación con artistas iraníes).[3]
- 2013: Echoes Of Indus (CD con el sitarista pakistaní Ashraf Sharif Khan Poonchwala)
- 2012: Nordic Woman (álbum de compilación con artistas femeninas de formas tradicionales de música nórdica de Noruega, Suecia, Dinamarca, Finlandia e Islandia. El primer lanzamiento de la serie de álbumes de música WOMAN de Deeyah.)
- 2010: Listen To The Banned (álbum de compilación con artistas prohibidos, perseguidos y encarcelados de África, Oriente Medio y Asia.) Además de ser aclamado por la crítica, el álbum llegó al número 6 en World Music Charts Europa y pasó meses en estas listas.[4] Amnistía Internacional en el Reino Unido está apoyando a Listen To The Banned haciendo que el álbum esté disponible a través de su sitio web a fines de 2010.
- 2007: Ataraxis (Álbum).[5]
- 2005: Plan of My Own / I Saw You
- 1996: Deepika (Álbum).[6]
- 1995: Color Of My Dreams (sencillos).[7]
- 1995: History (sencillo).[8]
- 1995: Get Off My Back (sencillo).[9]
- 1992:I alt slags lys (Álbum).[10]

## Sister-hood
En 2007, Deeyah lanzó Sister-hood para proporcionar una plataforma de expresión artística a las mujeres de herencia musulmana. En 2016, Sister-hood fue relanzada como una revista en línea que promueve las voces de las mujeres de ascendencia musulmana. A los seis meses de su relanzamiento como revista en línea, Sister-hood ganó el premio Espoke Living Best Website en los Asian Media Awards de 2016 por destacar la igualdad de las mujeres y crear conciencia sobre los problemas que afectan a las mujeres musulmanas.

## Cinematografía
Deeyah hizo su debut como directora con el documental Banaz A Love Story (2012). Esta fue la primera película de Deeyah como directora y productora. Ganó fama y premios internacionales, incluido el premio Emmy al mejor documental internacional. La película está siendo utilizada para entrenar a la policía británica sobre los asesinatos por honor.

### Filmografía
| Película | Película                                     | Película             | Película | Película   |
| Año      | Título                                       | Funcionado           | detalles | Tipo       |
| -------- | -------------------------------------------- | -------------------- | --- | ---------- |
| 2025     | America's Veterans: The War Within           | Director y Productor | | Documental |
| 2022     | Behind the Rage: America’s Domestic Violence | Director y Productor | | Documental |
| 2020     | Muslim In Trump’s America                    | Director y Productor | Ganó el Premios Peabody. | Documental |
| 2020     | America’s War On Abortion                    | Director y Productor | Ganó el BAFTA . | Documental |
| 2017     | White Right: Meeting The Enemy               | Director y Productor | Ganó el Premios Emmy. Ganó el Royal Television Society premio. Ganó el premio especial del jurado de PeaceJam. Ganó el Rory Peck Award. Ganó el Women in Film and Television UK Awards. Ganó el Asian Media Awards. Nominación para la BAFTA. Nominación para la Frontline Club Awards.                                                         | Documental |
| 2016     | Islam's Non-Believers                        | Director y Productor | Nominación para la Asian Media Awards. | Documental |
| 2015     | Jihad: A Story of the Others                 | Director y Productor | Ganó el New York International Independent Film and Video Festival. Recibió el Premio de Derechos Humanos del Ministerio de Artes y Cultura de Noruega por el documental Jihad.. Nominación para la Premios Grierson. Nominación para la BAFTA. Nomination para la Premios Golden Nymph. Nominación para la Creative Diversity Network Awards . | Documental |
| 2012     | Banaz a Love Story                           | Director y Productor | Ganó el Premios Peabody (2013), Premios Emmy y Bergen Premios del Festival Internacional de Cine . Nomination para la Premios Royal Television Society (Reino Unido) | Documental |

## Premios y honores
- 2018: Deeyah fue galardonada con un doctorado honorario por la Emerson College.[28]
- 2017: Deeyah Khan nombrada miembro del cuerpo gobernante del Arts Council Norway por cuatro años (2018 - 2021).[29]
- 2016: Deeyah Khan nombrada Embajadora de Buena Voluntad de la UNESCO para la libertad artística y la creatividad. No solo es la primera noruega que ha sido nombrada embajadora de buena voluntad de la UNESCO, sino también la primera embajadora de buena voluntad de libertad artística y creatividad categoría.[30]
- 2016: Deeyah Khan recibió el Premio de Cultura Telenor por sus logros artísticos que tocan algunos de los temas más importantes de nuestro tiempo, como los Derechos de la mujer, la libertad de expresión y sus valores fundamentales.[31]
- 2016: Deeyah Khan recibió el Premio Peer Gynt, que se otorga a individuos o instituciones que han destacado Noruega a nivel internacional.[32]
- 2016: Deeyah Khan fue galardonada con el premio Conmemorativo Gunnar Sønsteby, que se estableció en 2015 en memoria de Gunnar Sønsteby. El objetivo de este premio es honrar a aquellos individuos u organizaciones que se han convertido en valientes defensores de los valores fundamentales de la democracia y han ayudado a garantizar la libertad e independencia del país.[33]
- 2015: Deeyah recibió el Premio de Derechos Humanos de la Universidad de Oslo por ser una defensora de los derechos de las mujeres y la libertad de expresión a través de su arte y activismo.[34]
- 2015: Deeyah fue galardonada con el Plan Jentepris (que se celebra cada 11 de octubre, Día Internacional de las Niñas).[35]
- 2012: Deeyah fue galardonada con el Premio Ossietzky, que es el premio del PEN de Noruega por sus logros sobresalientes en el campo de la Libertad de expresión.[36]
- 2009: Deeyah fue galardonada con el premio internacional Freedom to Create junto con Cont Mhlanga, el dramaturgo zimbabuense y Belarus Free Theatre.[37]
- 1996: The Scheiblers Legat le otorga a Khan un Premio de Honor por ser un puente cultural, por crear comprensión y tolerancia a través de sus contribuciones musicales y artísticas.[38]